# Scandale des agressions sexuelles de l'université Baylor
Le scandale des agressions sexuelles de l'université Baylor est une affaire mettant en cause l’université Baylor, accusée d'avoir ignoré les plaintes d'étudiantes pour agression sexuelle impliquant des joueurs de son programme de football américain entre 2012 et 2016.

## Enquête
Les premières accusations sont rapportées dès 2012 au sein de l'université texane, sans aucune action de l'institution. En 2014, un étudiant-athlète est condamné à 20 ans de prison pour agression sexuelle. L'année suivante, la victime attaque en justice l'université, l'accusant d'avoir couvert des cas d'agressions sexuelles contre des athlètes, majoritairement du programme de football américain. L’université aurait encouragé certaines victimes à ne pas porter plainte contre des étudiants-athlètes en vertu du code de conduite en vigueur. Baylor étant considérée comme une des universités les plus conservatrices, au sein d’un des États les plus conservateurs des États-Unis.
En 2015, l'université Baylor mandate le cabinet d’avocats Pepper Hamilton, de mener une enquête interne. En 2016, le rapport final de l'enquête détermina la responsabilité de Baylor, des manquements moraux et éthiques dans la gestion des plaintes et des victimes pendant des années. Le rapport souligne, que le programme de football américain jouissait d'un traitement particulier, se sentant comme « au-dessus des règles ». Le scandale conduit au licenciement du président de l’université, Kenneth Starr, de l'entraîneur principal du programme de football américain, Art Briles. Le directeur sportif, Ian McCaw, démissionnera de son poste.

## Sources
- (en) Cet article est partiellement ou en totalité issu de l’article de Wikipédia en anglais intitulé « Baylor University sexual assault scandal » (voir la liste des auteurs).